# Slim Belkhodja
Slim Belkhodja, in arabo سليم بلخوجة‎? (Tunisi, 23 novembre 1962), è uno scacchista tunisino.
Ha ottenuto il titolo di Maestro Internazionale nel 1987 e di Grande Maestro nel 2002.
Dal 1985 al 2001 ha giocato per la Federazione scacchistica francese.

## Principali risultati
Cinque volte vincitore del Campionato tunisino (1983, 2002, 2004, 2005 e 2006).
Nel 2001 ha vinto il Campionato arabo a Tunisi.
Con la nazionale della Tunisia, dal 1982 al 2008 ha partecipato a sei edizioni delle olimpiadi degli scacchi (4 volte in 1ª scacchiera), ottenendo complessivamente il 50% dei punti.
Ha partecipato al Campionato del mondo FIDE del 2002 
(eliminato nel 1º turno da Rafael Vaganian) e alla Coppa del Mondo del 2005 (eliminato nel 1º turno da Sergej Tiviakov).
Tra i successi di torneo (da solo o ex æquo): nel 1985 ha vinto il 58º campionato della città di Parigi; nel 2004 è stato pari primo con Murtas Kazhgaleyev nel 27° Syre Memorial di Issy-les-Moulineaux.
Ha raggiunto il suo massimo rating FIDE in aprile del 2006, con 2520 punti Elo.